# ウルシヌス (対立教皇)
ウルシヌス（生没年不詳）は、第37代ローマ教皇であるダマスス1世の対立教皇である（在位：366年 - 367年）。

## 生涯
第36代教皇であったリベリウスに仕え、助祭を務めていた。366年にリベリウスが死去すると、教皇選挙が行なわれてダマスス1世が選出された。しかしダマスス1世はウルシヌスの存在を恐れ、彼を支持する一派の虐殺を行なった。ダマスス1世はウルシヌス一派を徹底的に粛清し、ウルシヌスはローマ、次いでケルンにまで追放されたという。
384年にダマスス1世が死去すると教皇選挙に立候補するも、相手にされなかった上にシリキウスに敗れ、そのシリキウスによってウルシヌスとその一派は再びローマを追放されたという。